# Amida (Mesopotamia)

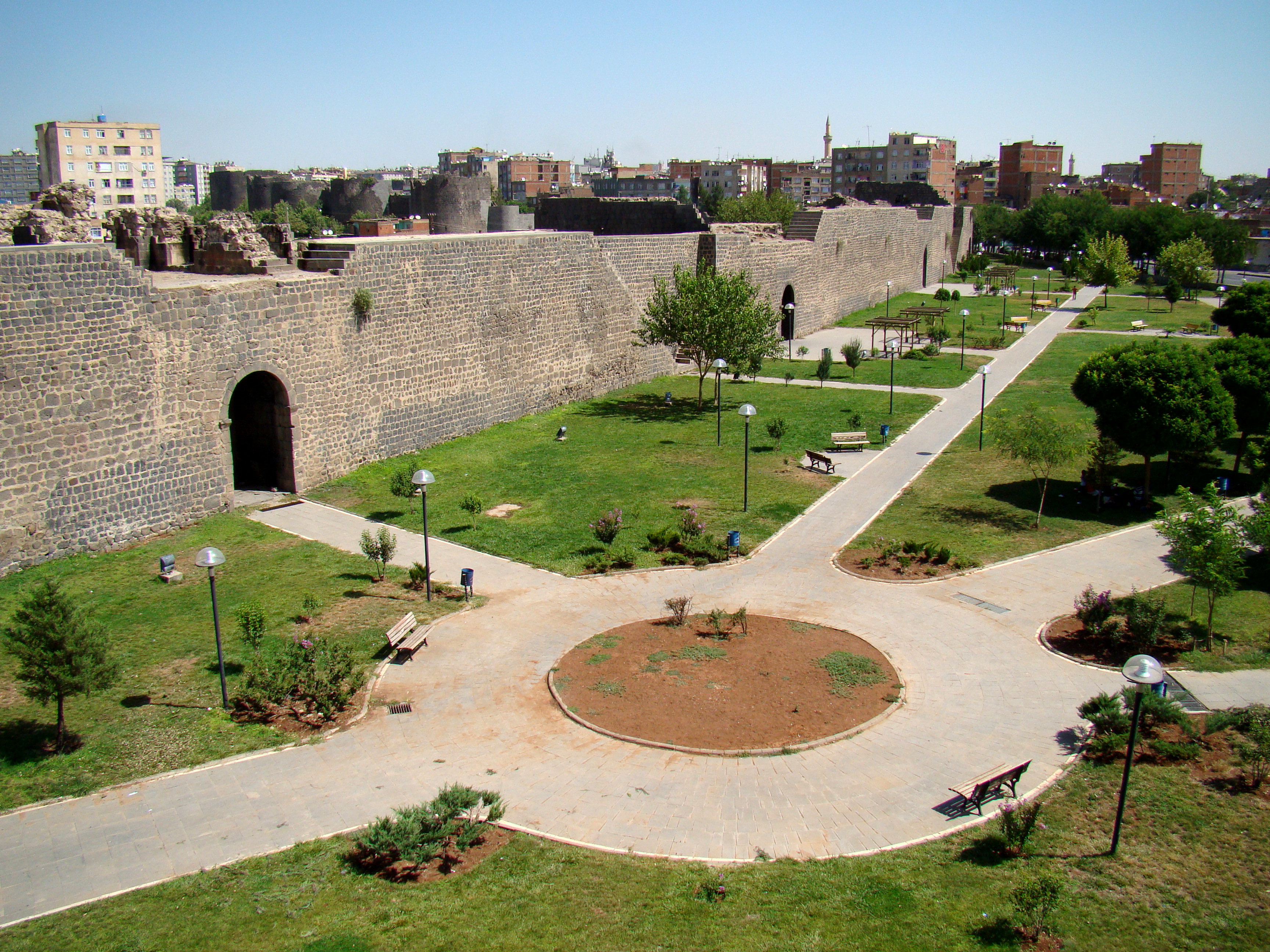
Los muros de Amida, construidos por Constantius II antes del Sitio de Amida de 359, cuando la ciudad fue conquistada por el rey sasánida Shapur II.

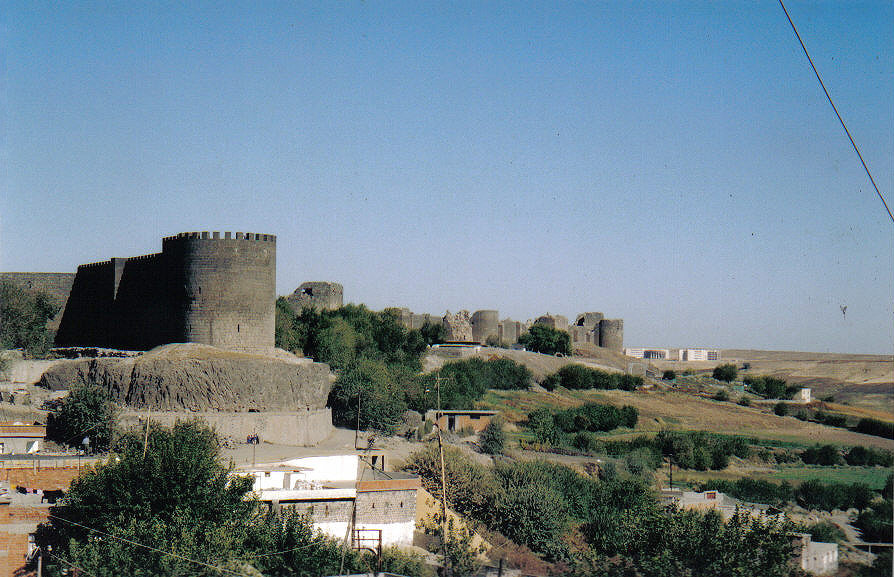
Las murallas de Amida, construidas por el emperador Constantius II.

Amida (en griego: Ἄμιδα) era una antigua ciudad ubicada en el sitio en el cual se alza la moderna Diyarbakır. Los escritores romanos Ammianus Marcellinus y Procopius la consideraban una ciudad de la Mesopotamia, pero tal vez sea más apropiado considerarla como perteneciente a Armenia Mayor.
La ciudad se encontraba ubicada sobre la margen derecha del Tigris. Los muros son gruesos y macizos, y fueron construidos utilizando las ruinas de antiguos edificios (véase Spolia). Dado que el sitio parece proclive para el desarrollo de una ciudad comercial, es probable que Amida fuera una población muy antigua.

## Historia
Amid(a) fue la capital del reino arameo de Bet-Zamani a partir del siglo XIII a. C.. La ciudad se llamaba Amida cuando la región se encontraba bajo el gobierno del Imperio romano (a partir del 66 a. C.).
Fue agrandada y reforzada por Constantius II, durante cuyo reinado fue sitiada y capturada luego de 73 días por el rey sasánida Shapur II (359). Los soldados romanos y una gran parte de la población de la ciudad fueron masacrados por lo persas. El historiador Ammianus Marcellinus, que tomó parte en la defensa de la ciudad, dejó un relato detallado del sitio. En el 363 Amida fue recobrada por el emperador romano Juliano.
Amida fue sitiada por el rey sasánida Kavadh I durante la guerra Anastasia durante el otoño y el invierno de 502-503. El sitio de la ciudad demostró ser una tarea más difícil que lo que Kavadh había supuesto; los defensores, aun sin apoyo de soldados, rechazaron los ataques sasánidas durante tres meses antes de ser finalmente derrotados. Durante esta guerra, los romanos intentaron un sitio que fracasó contra los persas que controlaban Amida, comandados por los generales Patricius y Hypatius. Sin embargo en el 504, los romanos recuperaron la ciudad, y Justiniano I hizo reparar sus muros y fortificaciones.
Los sasánidas capturaron la ciudad por tercera vez en el 602 y la retuvieron durante más de 20 años. En el 628 el emperador romano Heraclio recuperó Amida.
Finalmente en el 639 la ciudad fue capturada por los ejércitos árabes del Islam y permaneció en poder de los árabes hasta el tiempo en que la dinastía kurda marwánida gobernó esta región durante los siglos X y XI.
En 1085, los turcos selyúcidas capturaron la región de manos de los marwánidas, y asentaron a una gran población de turcomanos en la región. Sin embargo, los Ayyúbidas recibieron la ciudad de los Selyuquíes en 1201, y la ciudad fue gobernada por ellos hasta que la dinastía mongola del Ilkhanato capturó la ciudad en 1259. Posteriormente la dinastía turcomana de los Artúquidas recibió la ciudad de los Ayyúbidas y gobernó la región hasta 1409. Yavuz Sultan Selim, el emperador otomano recibió la ciudad de los Safávidas en 1515.